# Życie jako śmiertelna choroba przenoszona drogą płciową
Życie jako śmiertelna choroba przenoszona drogą płciową é um filme de drama polonês de 2000 dirigido e escrito por Krzysztof Zanussi. Foi selecionado como representante da Polônia à edição do Oscar 2001, organizada pela Academia de Artes e Ciências Cinematográficas.

## Elenco
- Zbigniew Zapasiewicz - Tomasz Berg
- Krystyna Janda - Anna
- Tadeusz Bradecki - Monk Marek
- Monika Krzywkowska - Hanka
- Pawel Okraska - Filip
- Jerzy Radziwilowicz - Starszy wioskowy
- Szymon Bobrowski - Karol